# 168 hodin
168 hodin byl publicistický pořad České televize, vysílaný v letech 2006–2024, který rekapituloval a analyzoval dění právě končícího týdne. Premiéra nového dílu pořadu byla vždy v neděli po 21. hodině na ČT1. Pořad moderovala Nora Fridrichová.

## Charakteristika pořadu
Jednalo se o publicistický pořad, který shrnoval nejdůležitější a nejzajímavější události právě uplynulého týdne v České republice a ve světě (odtud název 168 hodin). Soustředil se na dění na politické scéně a v ekonomice, ale i na aktuální kauzy a případy ze širokého spektra událostí (např. sociální otázky, sport, kultura atd.).
Premiérový díl pořadu byl odvysílán v neděli 10. září 2006 od 22.30 hod. na ČT1. Od té doby se vysílala premiéra každého nového dílu vždy v neděli po 21. hodině na ČT1 s výjimkou letních prázdnin a období Vánoc, kdy se pořad nevysílal. Moderátorkou pořadu byla od prvního dílu Nora Fridrichová. Pouze v období její první mateřské dovolené od dubna do července 2012 ji vystřídala Zuzana Tvarůžková a v období druhé mateřské dovolené, od března do června 2015, pak Markéta Dobiášová. Na podzim 2019 se moderátorkou stala Kristina Ciroková během účasti Fridrichové v soutěži StarDance.
Pořad se skládal z několika reportáží (většinou tři nebo čtyři reportáže), satirické reflexe uplynulého týdne na domácí politické scéně s názvem Malostranské korekce (připravoval novinář Miroslav Korecký) a humorné tečky na závěr. Do stálého týmu pořadu patřili kromě moderátorky vedoucí dramaturg Karel Novák a reportéři Kristina Ciroková, Martin Mikule, Lenka Pastorčáková, Tereza Strnadová a Tereza Robinson.

## Kontroverze
Na závěr dílu, odvysílaného 4. ledna 2009, byl zařazen i příspěvek s názvem „Rozcvička před novoročním projevem“, který zachycoval prezidenta republiky Václava Klause těsně před pronesením Novoročního projevu z roku 2009. Na záznamu se rozcvičoval, tj. mával rukama před a za tělem, poklesl v kolenou, poklepával na řečnický pultík. Klaus označil chování ČT za neetické a požadoval omluvu. Záběry zmizely na nějaký čas i z elektronického archivu ČT.
O zhruba dva roky později, dne 10. dubna 2011, se v závěru pořadu objevil záznam ze státní návštěvy prezidenta Václava Klause v Chile, na němž přemístil protokolární pero z pouzdra na stole do kapsy svého saka. Chilský incident Václava Klause si v následujících dnech získal jako zábavná scénka zájem nejvýznamnějších médií a internetových komunit mnoha zemí.
V dílu pořadu z 15. února 2015 se zase objevila reportáž s názvem „Sólista“ o náměstkovi pražské primátorky Matěji Stropnickém. Radní Vratislav Dostál požadoval tuto reportáž rozebírat na zasedání Rady ČT jako nevyváženou, ale ostatní radní se o této reportáži odmítli bavit, protože nebylo v gesci rady zasahovat do jednotlivých pořadů.
Začátkem roku 2017 podal ministr financí Andrej Babiš stížnost Radě České televize kvůli několika reportážím pořadů 168 hodin a Reportéři ČT o okolnostech jeho nákupu dluhopisů Agrofertu. Reportáže měly účelově dehonestovat jeho osobu a zamlčovat známé, klíčové informace. Televize proti němu údajně vedla dlouhodobou politickou kampaň. Rada ČT Babišovu stížnost jednohlasně zamítla. Rovněž Rada pro televizní a rozhlasové vysílání, k níž směřoval obdobnou stížnost, ji odložila.

## Konec pořadu
Dne 25. července 2024 vydala Česká televize tiskovou zprávu k ukončení vysílání pořadu s tím, že po dohodě generálního ředitele ČT Jana Součka s vedením divize Zpravodajství a publicistiky a divize Programu se pořad už po letních prázdninách s novými díly nevrátí. Jeho moderátorka a dramaturgyně Nora Fridrichová s týmem pořadu měla původně v České televizi zůstat a podílet se na tvorbě jiných formátů, po následném jednání s nadřízenými ale z televize odešla.